# 6-O-Methylguanin
6-O-Methylguanin ist eine heterocyclische organische Verbindung mit einem Puringrundgerüst. Es ist ein Derivat der Nukleinbase Guanin. Es ist Bestandteil des Nukleosids 6-O-Methylguanosin und des Zytostatikums Nelarabin.
| Strukturformel von 6-O-Methylguanosin | Strukturformel von Nelarabin |
| 6-O-Methylguanosin                    | Nelarabin                    |

Beide unterscheiden sich in den Furanosen: 6-O-Methylguanosin enthält die β-D-Ribofuranose, das Nelarabin die β-D-Arabinofuranose.